# Coria Castillo
Coria Castillo (nacida en Madrid, 1980) es una actriz y cómica (Stand up) que cuenta con especial reconocimiento por protagonizar  Fácil (serie de televisión), de Movistar Plus+, dirigida por Anna R. Costa.

## Biografía y trayectoria
Coria Castillo es actriz y humorista. Estudió interpretación y comenzó a hacer teatro a los 13 años en el Colectivo de teatro El Tirso. En 2009 centra su carrera en la comedia, muy pronto gana varios concursos de monólogos a nivel nacional y comienza a participar en programas de Paramount Comedy y Comedy Central como Central de cómicos.
En 2011 se va de gira 3 años por toda España y México con el espectáculo del Circo de los Horrores, Manicomio de los horrores. Al regresar, gana el prestigioso concurso de monólogos de Cadena Ser y colabora 2 años en Hoy por Hoy Madrid. También ha trabajado en el espectáculo de circo y cabaret Luxuria, como guionista y maestra de ceremonias. Además, es colaboradora habitual en el podcast de radio Hoy de tranqui, de Cadena Dial, presentado por Eva y Qué.
Desde 2018 colabora con Yllana (compañía de teatro) en shows de comedia e improvisación, así como en eventos de empresa. También ha colaborado en programas como Las que faltaban, Dar cera, pulir cero e Ilustres ignorantes en Movistar Plus+. Ha grabado especiales de comedia para Amazon Prime, Phi Beta Lambda y À Punt.
En 2022 estrena como protagonista la serie de televisión Fácil, de Movistar Plus+, por la que recibe varios reconocimientos, entre los que destacan su nominación en los Premios Feroz 2023 como mejor intérprete femenina y su nominación en el Festival Internacional de Cine de Almería como mejor actriz de comedia.
En 2024 copresenta la 11ª gala de los Premios Feroz, junto a Brays Efe, que se celebra el 26 de enero en el Palacio de Vistalegre en Madrid. Además, en febrero de ese mismo año, se confirma su participación en la nueva serie de época que se estrenará próximamente en Movistar Plus+, La vida breve, creada y dirigida por Cristóbal Garrido y Adolfo Valor.

## Premios y nominaciones
| Año  | Trabajo nominado | Premio                                    | Categoría                                         | Resultado |
| ---- | ---------------- | ----------------------------------------- | ------------------------------------------------- | --------- |
| 2023 | Fácil            | Premios Feroz                             | Mejor actriz de reparto de una serie              | Nominada  |
| 2023 | Fácil            | Festival Internacional de Cine de Almería | Mejor interpretación femenina en serie de comedia | Nominada  |